# Bolo (Messer)
Das Bolo ist ein malayisches Messer. Es ist vergleichbar mit dem malayischen Parang.

## Geschichte
Das Bolo wurde von den einheimischen Stämmen auf Malaysia entwickelt. Nach dem Übersiedeln der Stämme verbreitete es sich auf den Philippinen, aber auch im gesamten indonesischen Raum. Es diente als Werkzeug, Jagdwaffe und Kriegswaffe, wird aber, in modernisierter Form, auch heute noch produziert. Es dient in modernen Armeen als Busch- und Kampfmesser. So wurde es Anfang des 20. Jahrhunderts, ab 1909, von den United States in verschiedenen Versionen als Kampf- und Arbeitsmesser geführt. 1910 kam mit dem M-1910 Bolo Knive das erste US-Militär-Bolo in geringerer Größe heraus, an denen sich die nachfolgenden US-Versionen orientierten. In den Kampfsportarten Silat und Eskrima wird es heute noch benutzt.

## Beschreibung
Das Bolo hat eine einschneidige, am Klingenrücken leicht nach unten abwärts gebogene Klinge, die an der Schneide etwas bauchig ausgeführt ist. Der Ort (Spitze) ist schräg (abgeschnitten) oder spitz zulaufend. Die Klingen sind unterschiedlich lang. Sie haben Längen von etwa 30 cm bis etwa 50 cm. Die Griffe haben kein Parier und bestehen meist aus Holz oder Horn. Sie sind oft in traditioneller Ausführung geschnitzt. Die Scheiden bestehen aus Holz und sind oft mit Schnitzereien verziert oder mit Metallteilen beschlagen. Es gibt verschiedene Versionen, die sich in Klingenform, Gewicht, Länge und Dekoration unterscheiden.